# Pleuromalaxis
Pleuromalaxis is een geslacht van weekdieren uit de klasse van de Gastropoda (slakken).

## Soorten
- Pleuromalaxis balesi (Pilsbry & McGinty, 1945)
- Pleuromalaxis pauli Olsson & McGinty, 1958